# Mammillaria carmenae
Mammillaria carmenae är en kaktusväxtart som beskrevs av Castañeda. Mammillaria carmenae ingår i släktet Mammillaria och familjen kaktusväxter. Inga underarter finns listade i Catalogue of Life.

## Bildgalleri

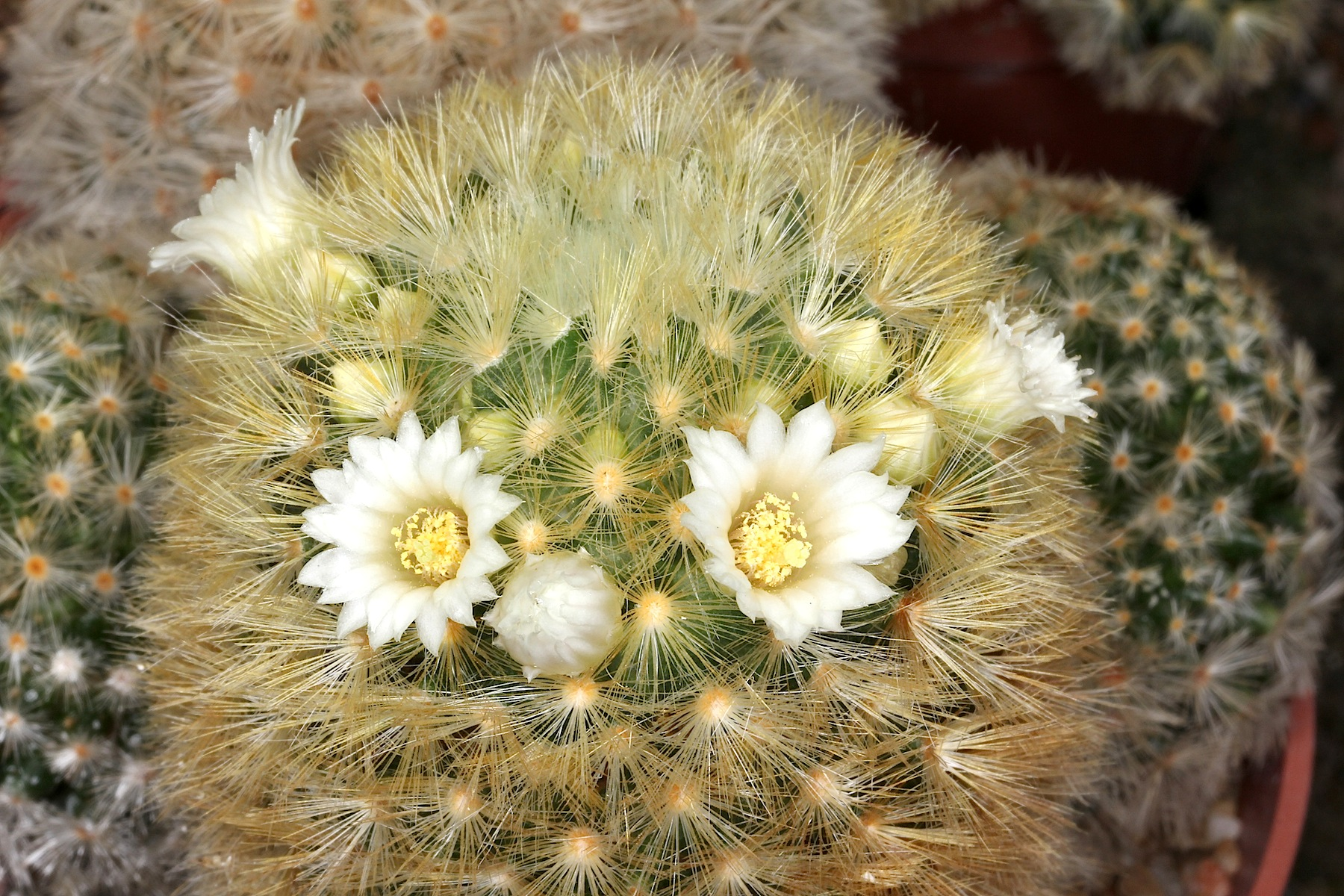
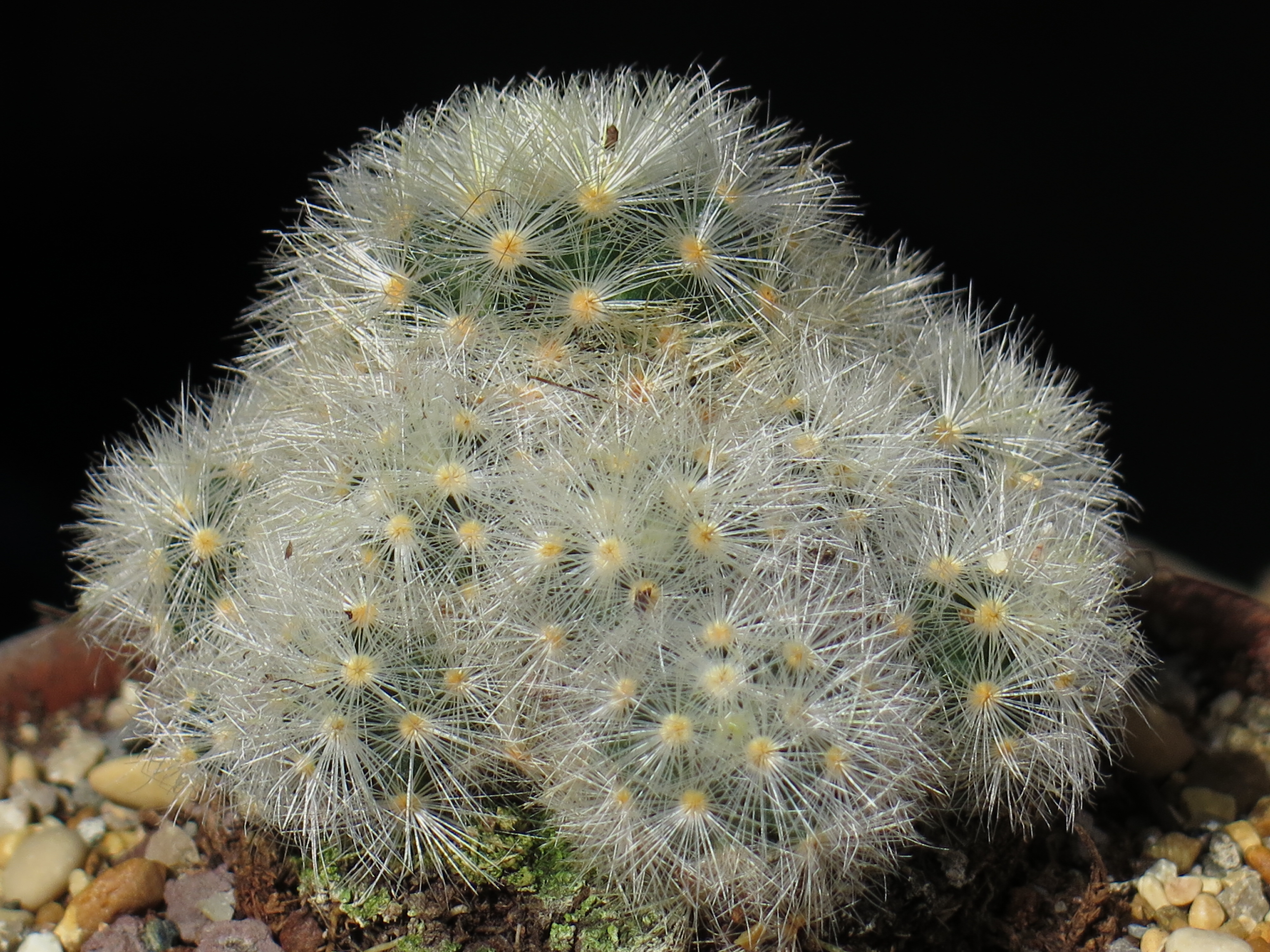
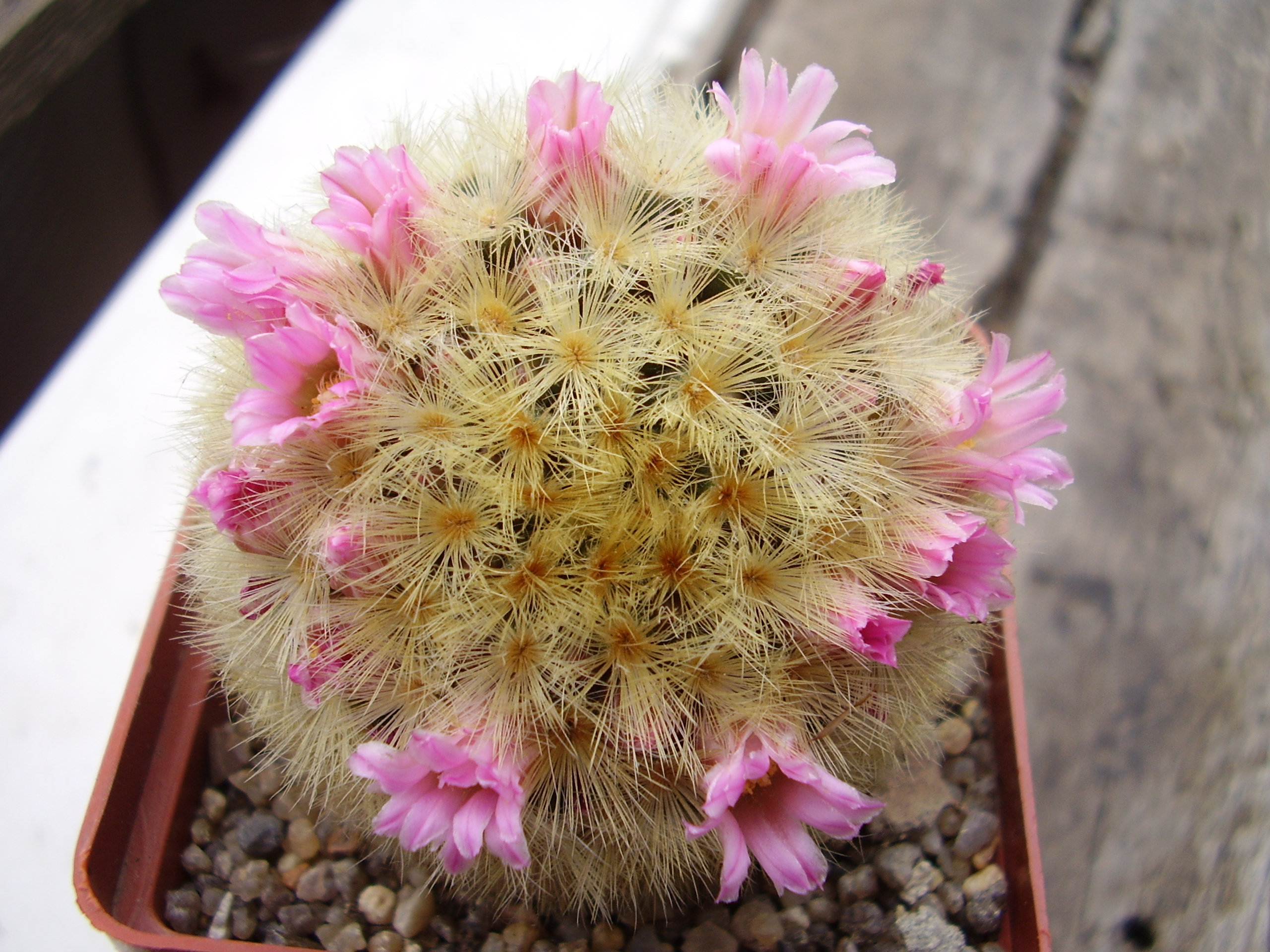
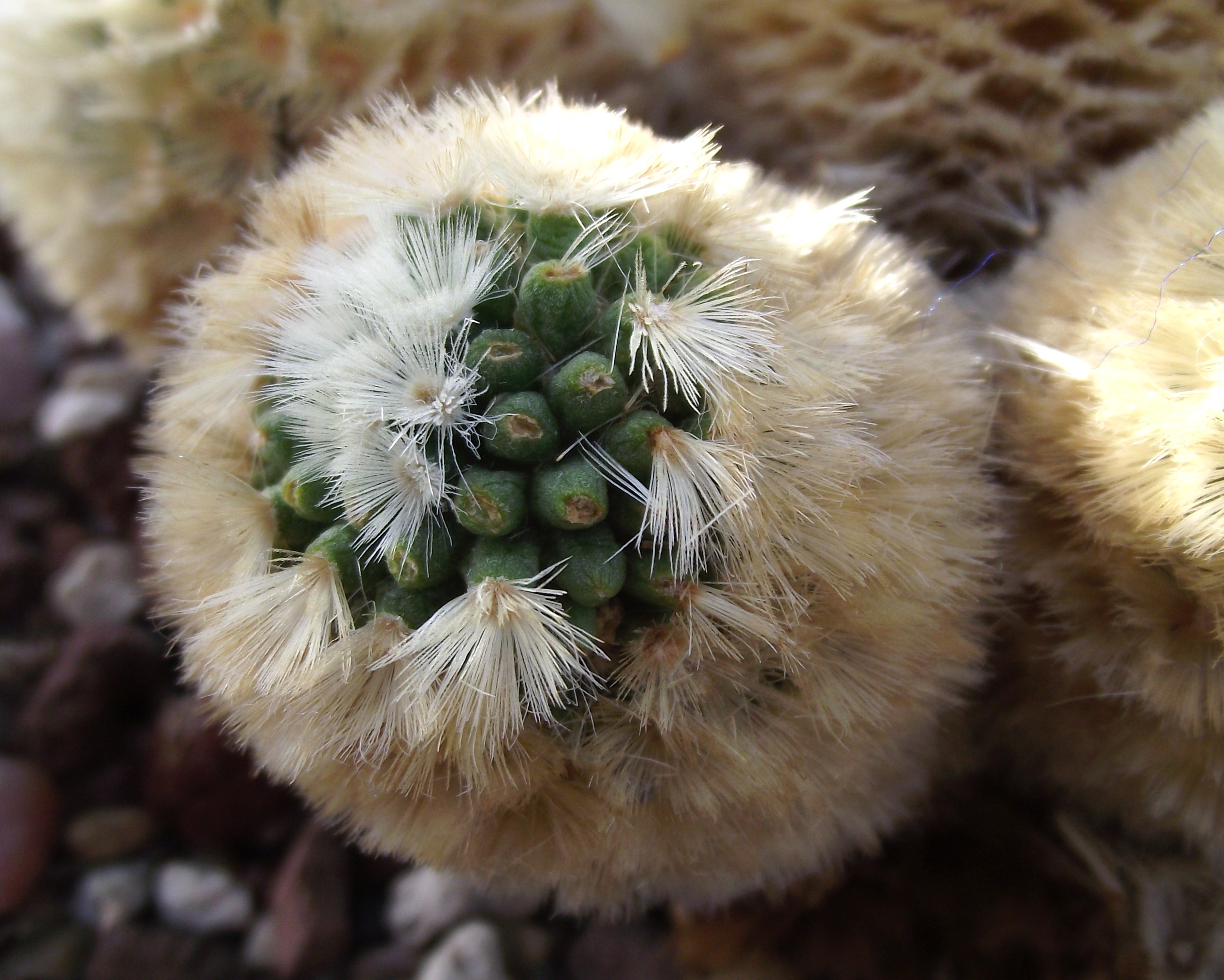
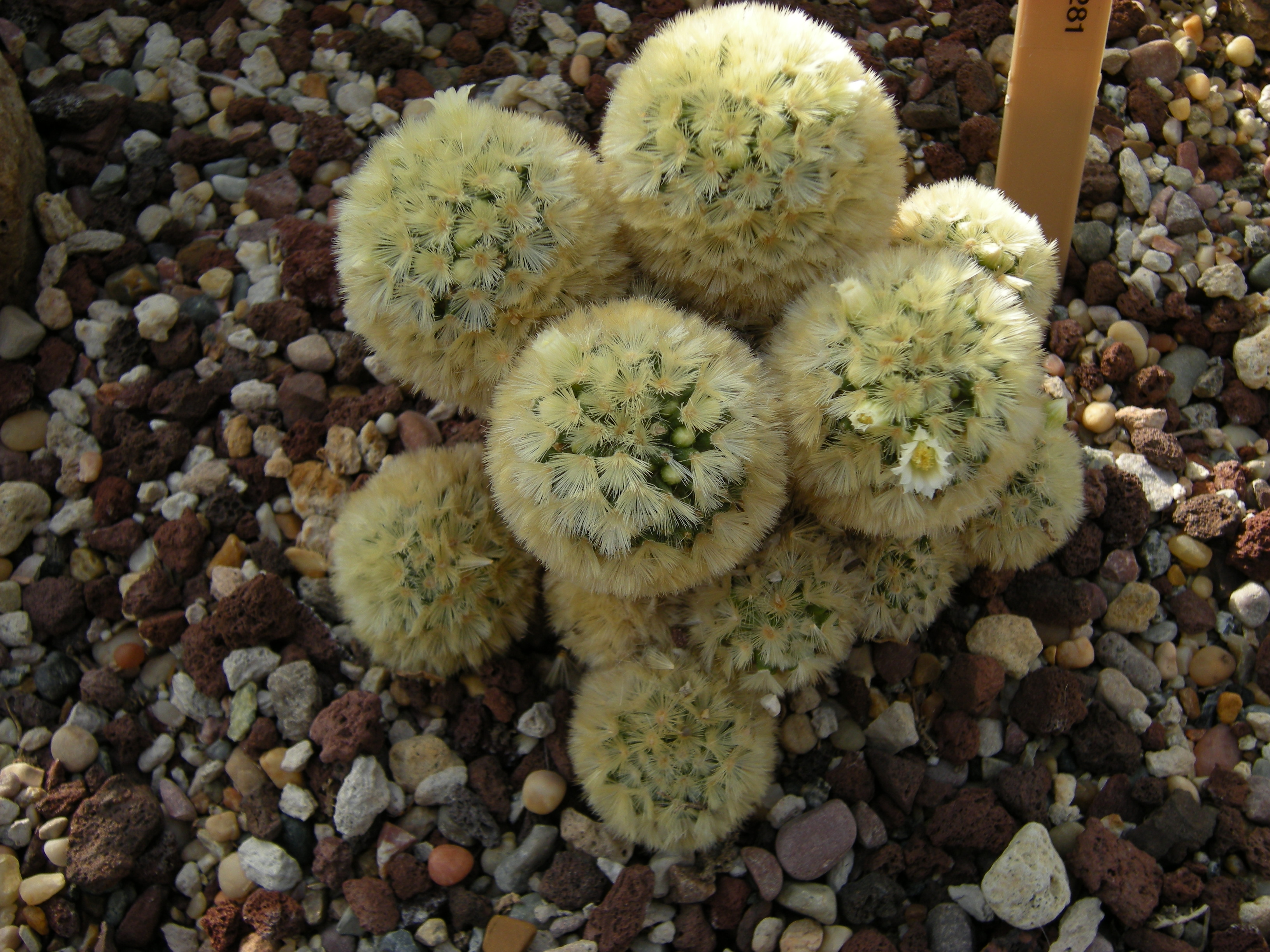
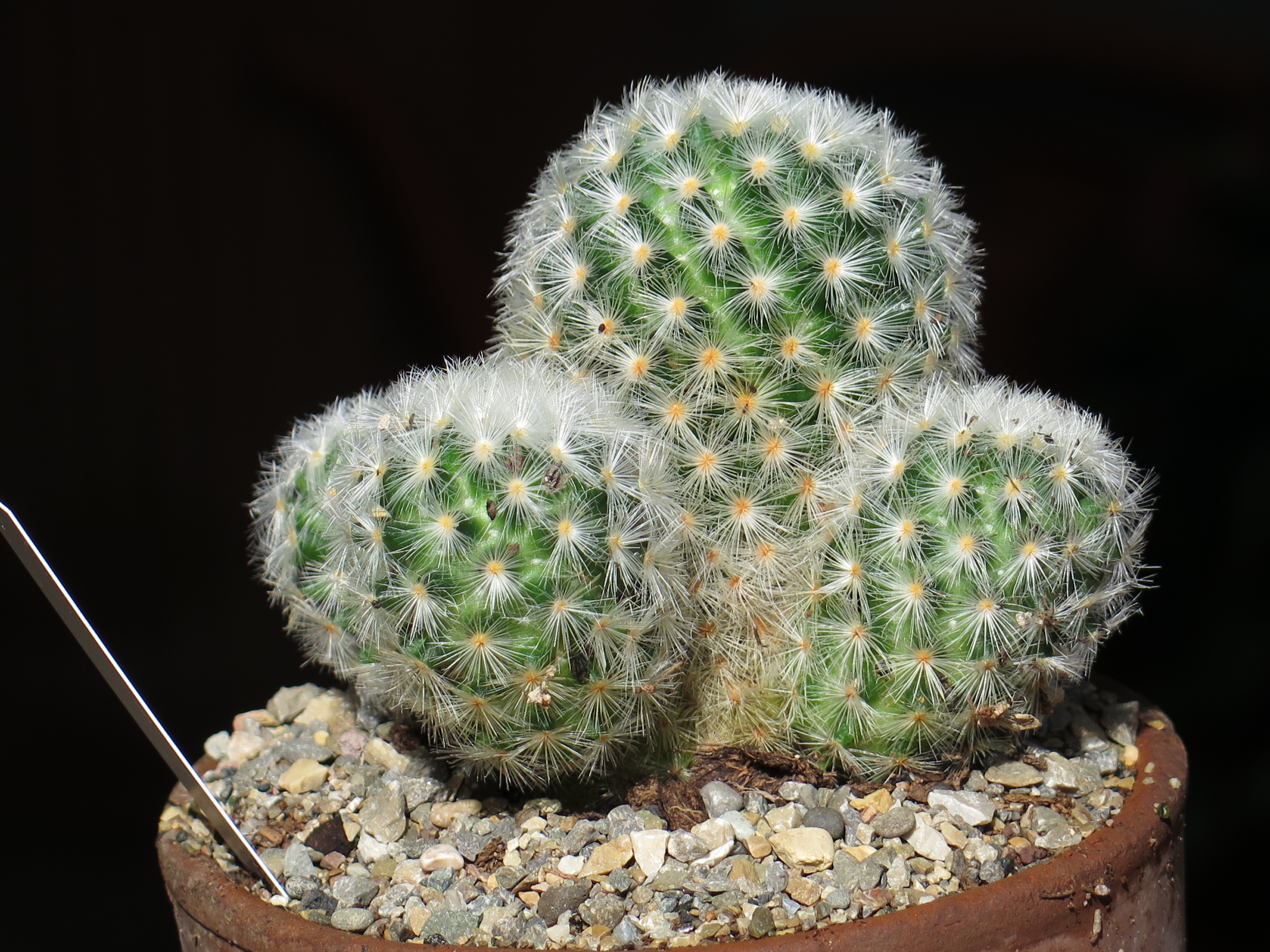